# Agència Europea de Productes Químics
L'Agència Europea de Productes Químics (ECHA) és una agència de la Unió Europea (UE) que gestiona els asptectes tècnics, científics i administratius del moviment dels productes químics a la UE.
Fou creada el 18 de desembre de 2006 pel Consell de la Unió Europea i el Parlament Europeu, i va entrar en funcionament l'1 de juny de 2007. La seu central es troba a la ciutat de Hèlsinki. Una de les seves missions principals és garantir l'aplicació de la normativa Reach.

## Funcions[1]
- Gestiona els aspectes tècnics, científics i administratius del registre, avaluació, autorització i restricció dels productes químics en tota la UE, amb la finalitat de garantir la coherència de la Unió Europea.
- Garanteix la coherència a nivell comunitari en relació amb aquests aspectes
- Proporciona als Estats membres i a les institucions el millor assessorament científic i tècnic possible en les qüestions relacionades amb els productes químics coberts per la normativa Reach.
- Administra els documents d'orientació, les bases de dades, les eines i els registres informàtics
- Dona suport als serveis nacionals de suport directe i d'un servei d'assistència per a Reporters
- Facilita al públic informació sobre els productes químics.

## Crítica
El 2009 el sindicat CCOO va criticar la lentitud de les decisions. Triga entre 42 i 48 mesos fins que una nova substància és avaluada. Durant quasi quatre anys «els treballadors i ciutadans seguiran exposats als danys que ocasionen aquestes substàncies».
El 2012, després d'una auditoria el Tribunal de Comptes Europeu va constatar que manca un mecanisme per prevenir o resoldre conflictes d'interès dins de l'Agència que ha de «prendre decisions importants per a la seguretat i la salut dels consumidors». els avenços aconseguits i que l'Agència ha posat en marxa certs procediments per limitar el risc de conflictes d'interès, però queden «mancances importants».
El 2017, un grup d'organismes de protecció del medi ambient (Greenpeace, Testbiotech i d'altres) va desvelar que uns quants dels membres de la comissió que havia de decidir sobre l'herbicida glifosat tenia ho havia tingut lligams estrets amb la indústria química. Segons el grup, aquests experts tenen un conflicte d'interessos palès segons els propis criteris de l'agència, una crítica que ella mateixa no accepta que va respondre «Ambdós membres del comitè d'avaluació de riscos de l'ECHA treballen en institucions nacionals respectades que proporcionen serveis de consultoria a la indústria, que és una pràctica normal.» A més, l'agència va utilitzar estudis no publicades, realitzades pels mateixos fabricants de glifosat.
El 2019, l'associació ecològica alemanya Bund va criticar la poca eficàcia de l'agència. Va publicar un informe segons el qual 654 empreses actiues a Europa en el període de 2014 a 2019 no van pas respectar la normativa Reach. Aquestes empreses fan servir en grans quantitats substàncies prohibides i perilloses.